# Altstadt-Lehel
Altstadt-Lehel is een stadsdeel (Duits: Stadtbezirk) van de Duitse stad München, deelstaat Beieren. Altstadt-Lehel, met de Altstadt het historische stadscentrum van München wordt ook aangeduid als Stadtbezirk 1.
Eind 2018 woonden er in het 3,15 km² grote Stadtbezirk 21.100 inwoners. De districtsgrens valt veelal samen met de Altstadtring, de historische eerste ringweg rond het centrum van München. De omliggende stadsdelen zijn Schwabing-Freimann in het noorden, Bogenhausen en Au-Haidhausen aan de andere oever van de Isar in het oosten, Ludwigsvorstadt-Isarvorstadt in het zuiden en zuidwesten en Maxvorstadt in het noordwesten.

## Wijken
Het stadsdeel bestaat uit de volgende wijken:
- Graggenauer Viertel
- Angerviertel
- Hackenviertel
- Kreuzviertel
- Lehel
- Englischer Garten Süd

## Bezienswaardigheden
In de Altstadt ligt de Residenz, de 17e-eeuwse stadsresidentie van het Beierse Hof in classicistische stijl en staat ook de Frauenkirche, de kathedraal van het aartsbisdom München en Freising. Verder staan er de Asamkerk, de Theatinerkirche en de Sint-Michaëlkerk. In Lehel ligt in het noordoosten van het centrum de Englischer Garten. Verder staat er de kloosterkerk Sint-Anna in het Lehel en zijn musea als het Beiers Nationaal Museum en het Haus der Kunst er gevestigd.

## Metro
Het stadsdeel Altstadt-Lehel wordt door de U-Bahn van München bediend met de metrostations Marienplatz, Odeonsplatz, Karlsplatz (Stachus) en Sendlinger Tor. Lehel is bereikbaar via metrostation Lehel.
Allach-Untermenzing · 
Altstadt-Lehel · 
Au-Haidhausen · 
Aubing-Lochhausen-Langwied · 
Berg am Laim · 
Bogenhausen · 
Feldmoching-Hasenbergl · 
Hadern · 
Laim · 
Ludwigsvorstadt-Isarvorstadt · 
Maxvorstadt · 
Milbertshofen-Am Hart · 
Moosach · 
Neuhausen-Nymphenburg · 
Obergiesing-Fasangarten · 
Pasing-Obermenzing · 
Ramersdorf-Perlach · 
Schwabing-Freimann · 
Schwabing-West · 
Schwanthalerhöhe · 
Sendling · 
Sendling-Westpark · 
Thalkirchen-Obersendling-Forstenried-Fürstenried-Solln · 
Trudering-Riem · 
Untergiesing-Harlaching